# عملية هابر-بوش

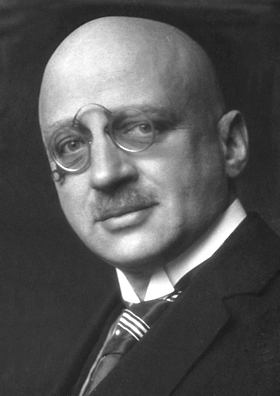
فريتز هابر, 1918

عملية هابر أو طريقة هابر أو إجراء هابر أو عملية هابر-بوش أو طريقة هابر بوش (Haber-Bosch) هي طريقة صناعية لإنتاج النشادر من النيتروجين والهيدروجين، وهي الطريقة الرئيسية في إنتاج الأمونيا:
{\displaystyle {\ce {N2 + 3 H2 -> 2 NH3}}\quad \Delta H^{\circ }=-91.8~{\text{kJ/mol}}}
ابتكرها الكيميائي الألماني فريتز هابر عام 1909 م، وحصل على براءة اختراع لها عام 1910 م. وبعد ذلك أتى من بعده كيميائي ألماني آخر يسمى كارل بوش، وطور هذه الطريقة للاستخدام الصناعي. ولذلك تعرف هذه العملية باسم آخر يجمعهما وهو طريقة هابر – بوش.
تجري هذه العملية تحت ضغط جوي كبير يكون ما بين 200 – 250 ضغط جوي وعند درجة حرارة كبيرة أيضاً تصل إلى نحو 550° م، وفي هذه الظروف تتحد ثلاثة أجزاء من الهيدروجين مع جزء وحيد من النيتروجين لتكون بذلك النشادر (NH3)، ويكون اتحاد جزيئات الهيدروجين مع جزيء النيتروجين على سطح عامل حفّاز صلب، لكونه يشكل المادة التي تسرع من التفاعل. تتألف هذه المادة من كميات ضئيلة من الألومينا وأكسيد البوتاسيوم، ورغم ذلك فلا تتحد كل كمية الهيدروجين والنيتروجين، ولكن يعاد تدوير الغازات التي لم تتحد خلال العملية الأولى مرة أخرى.